# Copa Mundial de Fútbol Americano de 2007
La Copa Mundial de Fútbol Americano de 2007 fue la tercera Copa Mundial de Fútbol Americano, y se disputó en Kawasaki, Japón entre el 7 de julio y el 15 de julio de 2007.
El torneo contó con 6 países participantes, incluyendo por primera vez a Estados Unidos, que formó su selección con jugadores universitarios, excluyendo a los jugadores profesionales de la NFL, y que venció a Japón en la final.

## Países participantes
- Japón (clasificado como país organizador)
- Suecia (Campeón de Europa)
- Alemania
- Estados Unidos (invitado)
- Francia (tras vencer a Finlandia)
- Corea del Sur (vencedor de Asia contra Oceanía)

## Primera fase
| 7 de julio |                                             |         |                                      |
| Japón      | 48-0                                        | Francia | Estadio: Todoroki Asistencia: 12,336 |
| 16 8 15 9  | 1.er cuarto 2º cuarto 3.er cuarto 4º cuarto | 0       | Estadio: Todoroki Asistencia: 12,336 |

| 10 de julio |                                             |         |                               |
| Suecia      | 16-14                                       | Francia | Estadio: Kawasaki Asistencia: |
| 0 7 9 0     | 1.er cuarto 2º cuarto 3.er cuarto 4º cuarto | 7 0 7 0 | Estadio: Kawasaki Asistencia: |

| 12 de julio |                                             |        |                                     |
| Japón       | 48-0                                        | Suecia | Estadio: Kawasaki Asistencia: 4,093 |
| 21 10 7 10  | 1.er cuarto 2º cuarto 3.er cuarto 4º cuarto | 0      | Estadio: Kawasaki Asistencia: 4,093 |

### Clasificación Grupo 1
| Equipo  | PJ | PG | PP | PE | PF | PC |
| ------- | -- | -- | -- | -- | -- | -- |
| Japón   | 2  | 2  | 0  | 0  | 96 | 0  |
| Suecia  | 2  | 1  | 1  | 0  | 16 | 62 |
| Francia | 2  | 0  | 2  | 0  | 14 | 64 |
| 8 de julio |                                             |               |                                     |
| Alemania   | 32-2                                        | Corea del Sur | Estadio: Kawasaki Asistencia: 2,632 |
| 14 5 0 13  | 1.er cuarto 2º cuarto 3.er cuarto 4º cuarto | 0 2 0         | Estadio: Kawasaki Asistencia: 2,632 |

| 10 de julio    |                                             |               |                                    |
| Estados Unidos | 77-0                                        | Corea del Sur | Estadio: Kawasaki Asistencia:2,077 |
| 28 14 28 7     | 1.er cuarto 2º cuarto 3.er cuarto 4º cuarto | 0             | Estadio: Kawasaki Asistencia:2,077 |

| 12 de julio    |                                             |          |                               |
| Estados Unidos | 33-7                                        | Alemania | Estadio: Kawasaki Asistencia: |
| 16 0 3 14      | 1.er cuarto 2º cuarto 3.er cuarto 4º cuarto | 0 7 0    | Estadio: Kawasaki Asistencia: |

### Clasificación Grupo 2
| Equipo         | PJ | PG | PP | PE | PF  | PC  |
| -------------- | -- | -- | -- | -- | --- | --- |
| Estados Unidos | 2  | 2  | 0  | 0  | 110 | 7   |
| Alemania       | 2  | 1  | 1  | 0  | 39  | 35  |
| Corea del Sur  | 2  | 0  | 2  | 0  | 2   | 109 |

## Segunda fase

### 5º puesto
| 14 de julio   |                                             |         |                               |
| Corea del Sur | 3-0                                         | Francia | Estadio: Kawasaki Asistencia: |
| 0 3           | 1.er cuarto 2º cuarto 3.er cuarto 4º cuarto | 0       | Estadio: Kawasaki Asistencia: |

### 3.erpuesto
| 14 de julio |                                             |        |                               |
| Alemania    | 7-0                                         | Suecia | Estadio: Kawasaki Asistencia: |
| 0 7 0       | 1.er cuarto 2º cuarto 3.er cuarto 4º cuarto | 0      | Estadio: Kawasaki Asistencia: |

### Final
| 15 de julio  |                                                                       |                |                                      |
| Japón        | 20-23                                                                 | Estados Unidos | Estadio: Todoroki Asistencia: 10,231 |
| 0 10 0 7 3 0 | 1.er cuarto 2º cuarto 3.er cuarto 4º cuarto 1.ª prórroga 2.ª prórroga | 7 0 3 7 3      | Estadio: Todoroki Asistencia: 10,231 |

| Campeón Mundial de Fútbol Americano 2007 |
| ---------------------------------------- |
| ESTADOS UNIDOS Primer título             |

## Selección ganadora
La selección de los Estados Unidos estuvo compuesta por los siguientes jugadores:
| Jugador             | Puesto | Universidad              |
| ------------------- | ------ | ------------------------ |
| Marcus Lewis        | WR     | North Alabama            |
| Cody Childs         | RB     | Wisconsin Stevens        |
| Rocky Pentello      | QB     | Capital                  |
| Craig Coffin        | P/PK   | Southern Illinois        |
| Wendell Johnson     | RB     | Fairmont State           |
| Cary Wade           | FS     | Virginia Tech            |
| Dustin Allen        | DT     | Trinity                  |
| Adam Austin         | QB     | Arizona                  |
| Steve Odom          | WR     | Toledo                   |
| Dustin Dlouhy       | DE     | Montana                  |
| Jeff Ballard        | QB     | TCU                      |
| Rob Rodríguez       | CB     | Christopher Newport      |
| Manauris Arias      | CB     | Maine                    |
| Brig Walker         | LB     | Princeton                |
| Diezeas Calbert     | CB     | Northwest Missouri State |
| Josh Kubiak         | FS     | Mary Hardin-Baylor       |
| Kyle Kasperbauer    | RB     | Nebraska-Omaha           |
| Doug Blakowski      | RB     | Hobart                   |
| Steve Teeples       | CB     | Wis.-La Crosse           |
| Jason Hoffschneider | FS     | North Dakota             |
| Kenny Chicoine      | S      | Cal Poly                 |
| Brian Thompson      | TE     | Michigan                 |
| Ryan Tully          | LB     | Harvard                  |
| Shawn Moorehead     | DE     | Iowa State               |
| Dan Adams           | LB     | Holy Cross               |
| Jeremy Van Alstyne  | DE     | Michigan                 |
| Adam Paulson        | LB     | Sioux Falls              |
| Demetrius Eaton     | LB     | Northwestern             |
| Chris Thorner       | DT     | Syracuse                 |
| Brad Poston         | OT     | Coastal Carolina         |
| Chris Lundin        | OT     | Adams State              |
| Marcel Burrough     | OG     | San Jose State           |
| Alex Atkins         | OG     | Tennessee-Martin         |
| Matt Padron         | OT     | Texas State              |
| Rick Drushal        | OT     | Wooster                  |
| Shawn Robinson      | OG     | Morningside              |
| David Livengood     | OG     | Indiana (Pa.)            |
| Kris King           | C      | Gardner-Webb             |
| Greg Aker           | WR     | Minnesota-Duluth         |
| Jon Drenckhahn      | WR     | Williams                 |
| Bobby Awrey         | WR     | Saginaw Valley State     |
| D'Monn Baker        | TE     | California (Pa.)         |
| Shelton Bynum       | DT     | North Carolina           |
| Ryan Kleppe         | DT     | Wisconsin Whitewater     |
| Matt Ludeman        | DE/DT  | Western Michigan         |

El entrenador fue John Mackovic; y sus asistentes, Bob Berezowitz, Richard Cundiff, George Darlington, Adam Dorrel, y Clayt Birmingham.